# Tyler Seguin
Tyler Paul Seguin, född 31 januari 1992 i Brampton, Ontario, är en kanadensisk professionell ishockeyspelare som spelar för Dallas Stars i NHL. Han har tidigare representerat Boston Bruins. Seguin valdes av Bruins som andre spelare totalt i 2010 års NHL-draft.
Den 4 juli 2013 offentliggjordes det att Boston Bruins och Dallas Stars hade bytt spelare med varandra. Bruins skickade iväg Seguin, Rich Peverley och Ryan Button till Stars, i utbyte mot Loui Eriksson, Matt Fraser, Reilly Smith och Joe Morrow.

## Spelarstatistik
| 2007–08    | Toronto Nationals | GTHL       | 51  | 39  | 47  | 86  | 56  | —  | — | —  | —  | — |
| 2008–09    | Plymouth Whalers  | OHL        | 61  | 21  | 46  | 67  | 28  | 11 | 5 | 11 | 16 | 8 |
| 2009–10    | Plymouth Whalers  | OHL        | 63  | 48  | 58  | 106 | 54  | 9  | 5 | 5  | 10 | 8 |
| 2010–11    | Boston Bruins     | NHL        | 74  | 11  | 11  | 22  | 18  | 13 | 3 | 4  | 7  | 2 |
| 2011–12    | Boston Bruins     | NHL        | 81  | 29  | 38  | 67  | 30  | 7  | 2 | 1  | 3  | 0 |
| 2012–13    | EHC Biel          | NLA        | 29  | 25  | 15  | 40  | 24  | —  | — | —  | —  | — |
| 2012–13    | Boston Bruins     | NHL        | 48  | 16  | 16  | 32  | 16  | 22 | 1 | 7  | 8  | 4 |
| 2013–14    | Dallas Stars      | NHL        | 80  | 37  | 47  | 84  | 18  | 6  | 1 | 2  | 3  | 0 |
| 2014–15    | Dallas Stars      | NHL        | 71  | 37  | 40  | 77  | 20  | —  | — | —  | —  | — |
| 2015–16    | Dallas Stars      | NHL        | 72  | 33  | 40  | 73  | 16  | 1  | 0 | 0  | 0  | 0 |
| 2016–17    | Dallas Stars      | NHL        | 82  | 26  | 46  | 72  | 22  | —  | — | —  | —  | — |
| 2017–18    | Dallas Stars      | NHL        | 82  | 40  | 38  | 78  | 43  | —  | — | —  | —  | — |
| NHL totalt | NHL totalt        | NHL totalt | 590 | 229 | 276 | 505 | 183 | 49 | 7 | 14 | 21 | 6 |

## Meriter
- 2009–10 Eddie Powers Memorial Trophy - bästa målgörare i OHL.
- 2009–10 Red Tilson Trophy - den mest framträdande spelaren i OHL.
- 2010–11 Stanley Cup[4]

## Klubbar
- Dallas Stars 2013-
- Boston Bruins 2010-2013
- Plymouth Whalers 2008-2010